# Mia Nicolai
Michaja Nicolaï (művésznevén: Mia Nicolai, Amszterdam, 1996. március 7. – ) holland énekesnő, zeneszerző, színésznő. Ő képviselte Dion Cooperrel közösen Hollandiát a 2023-as Eurovíziós Dalfesztiválon, Liverpoolban, a Burning Daylight című dallal.

## Magánélete
Peter Nicolaï, a holland Párt az Állatokért politikusának, valamint Marynka Nicolai-Krylova, orosz énekesnő és zeneszerzőnek a fiatalabb lányaként született Amszterdamban. Három éves korábban kezdett el dráma és balett leckéket venni, az énekesnő szerint ez inspirálta a zenélésre, majd a későbbiekben emiatt kezdett el gitározni és hegedülni. Londonban, Melbourne-ben és New Yorkban is élt, mielőtt letelepedett Los Angelesben.

## Pályafutása
2018-ban feldolgozta Glenn Miller amerikai dzsesszzenész At Least című dalát. 2020-ban jelent meg első dala, a Set Me Free, amelyet a Mutual Needs követett. 2022. november 1-jén az AVROTROS bejelentette, hogy Dion Cooperrel közösen őket választották ki, hogy képviseljék Hollandiát a következő Eurovíziós Dalfesztiválon. A párost Duncan Laurence, a 2019-es Eurovíziós Dalfesztivál győztese és Jordan Garfield zeneszerző fedezte fel, velük közösen szerezték eurovíziós dalukat. Először a május 9-én rendezett első elődöntőben versenyeztek, ahonnan nem jutottak tovább.

## Diszkográfia

### Kislemezek
- Set Me Free (2020)
- Mutual Needs (2020)
- People Pleaser (2021)
- Dream Go (2021)
- Loop (2022)
- Burning Daylight (2023, Dion Cooperrel közösen)

### Feldolgozások
- At Least (Glenn Miller-dal, 2018)